# Gymnogeophagus
Gymnogeophagus là một chi cá trong họ Cichlidae. Trong các loài này có loài Gymnogeophagus gymnogenys được ưa chuộng làm cá cảnh vì cái đầu với gáy của nó phát triển đến mức biến thành vuông

## Các loài
- Gymnogeophagus australis (C. H. Eigenmann, 1907) (Uruguayan eartheater)
- Gymnogeophagus balzanii (Perugia, 1891) (Argentine humphead)
- Gymnogeophagus caaguazuensis Staeck, 2006
- Gymnogeophagus che Casciotta, Gómez & Toresanni, 2000
- †Gymnogeophagus eocenicus (Malabarba, Malabarba & Del Papa 2010)
- Gymnogeophagus gymnogenys (R. F. Hensel, 1870) (Smooth-cheek eartheater)
- Gymnogeophagus labiatus (R. F. Hensel, 1870) (Earth eater)
- Gymnogeophagus lacustris R. E. dos Reis & L. R. Malabarba, 1988
- Gymnogeophagus meridionalis R. E. dos Reis & L. R. Malabarba, 1988
- Gymnogeophagus rhabdotus (R. F. Hensel, 1870) (Stripefin eartheater)
- Gymnogeophagus setequedas R. E. dos Reis, L. R. Malabarba & Pavanelli, 1992
- Gymnogeophagus tiraparae González-Bergonzoni, Loureiro & Oviedo, 2009[1]